# Spilosoma mastrigti
Spilosoma mastrigti is een nachtvlinder uit de familie spinneruilen (Erebidae), onderfamilie beervlinders (Arcttinae).
De voorvleugel is bruin met donkere dwarslijnen, maar er komen ook bleker gekleurde mannetjes voor met langs de vleugelrand losstaande vlekken.
De soort is alleen bekend van Nieuw-Guinea. De soort is in 2011 voor het eerst wetenschappelijk beschreven door R. de Vos en Daawia Suhartawan. De wetenschappelijke naam mastrigti betreft een vernoeming naar Henk van Mastrigt (1946-2015), een Franciscaan en lepidopteroloog die woonachtig was in Jayapura Papua. Zijn collectie bevindt zich in de Cendarawashi University nabij Jayapura. 